# تریاد سامتر
تریاد سامتر (Samter's triad) یک وضعیت پزشکی است که شامل حساسیت به آسپیرین، آسم و پولیپوزیس بینی است و در میانسالی ممکن است ایجاد شود.

## علایم
اولین نشانه بیماری رینیت (التهاب بینی) است که به صورت عطسه، آبریزش بینی و گرفتگی بینی بارز می‌شود. بیماری به سمت آسم و سپس پولیپوزیس بینی و در آخر حساسیت به آسپیرین پیشرفت می‌کند. حساسیت به آسپیرین می‌تواند شدید بوده منجر به آنافیلاکسی شود. این بیماران ممکن است به سایر ضدالتهابهای غیراستروئیدی نیز حساسیت نشان دهند ولی پاراستامول معمولاً بی‌خطر است.

## سبب
سبب بروز این بیماری ناشناخته است، اما اختلال در آبشار اسید آراشیدونیک را به عنوان یکی از عوامل مؤثر دانسته‌اند که باعث تولید لکوترینها می‌شود. به این ترتیب که با مهار تولید پروستاگلاندینها توسط ضدالتهابهای غیراستروئیدی مسیر آبشار به سمت تولید لکوترینها رفته و واکنش التهابی را ایجاد می‌کند.

## درمان

### داروها
در درمان بیماری از حساسیتزدایی آسپیرین استفاده و نتایج مثبتی در کاهش داروهای مورد نیاز و علایم آسم داشته‌است. همچنین از مهار کننده‌های و آنتاگونیستهای لکوترینها (مونته‌لوکست، زفیرلوکست و..) در درمان بیماری استفاده شده و نتایج خوبی داشته‌است. در بعضی از بیماران از استروئیدها نیز استفاده می‌شود.

### جراحی
برای برداشتن پولیپها به کار می‌رود با اینحال به خصوص در صورت عدم درمان حساسیت زدایی ریسک عود پولیپ‌ها وجود دارد.

### رژیم غذایی
کاهش مصرف چربیهای امگا-۶ و افزایش مصرف امگا-۳ پیشنهاد شده. همچنین رژیمهای غذایی با سالیسیلات کم به عنوان روش درمانی مؤثر پیشنهاد شده‌اند.

## نامهای دیگر
این تریاد همچنین به این نام‌ها خوانده می‌شود.
- تریاد اسید سالیسیلیک اسید
- تریاد ویدال
- تریاد فرانسیس
- تریاد آسپیرین

## تاریخچه
این بیماری به نام مکس سامتر که در مورد بیماری مطالعات تکمیلی را انجام داد نامگذاری شد. اولین بار ویدال در ۱۹۲۲ این تریاد را توصیف کرد.